# Call of Duty: Black Ops II
Call of Duty: Black Ops II — компьютерная игра в жанре трёхмерного шутера от первого лица. Официальный анонс игры прошёл 1 мая 2012 года, дата выхода — 13 ноября 2012 года. Девятая игра в серии Call of Duty. Является прямым сиквелом к Call of Duty: Black Ops.

## Игровой процесс
Перед началом каждой миссии можно выбирать два оружия (неважно какого), комплектующие к ним (прицелы, глушитель, рукоять и другие улучшения), взрывчатку и перки (инструменты, быстрое переключение оружия и т. д.). По ходу игры перед игроком в определённых местах встанет выбор — это в той или иной степени повлияет на ход игры в дальнейшем. Если взят перк «Инструменты», то в каждой миссии можно будет найти бонусы, такие как сапёрный жилет, капканы, или дополнительное оружие. Каждая миссия предполагает 10 испытаний — за прохождение определённого их количества даётся дополнительное оружие, улучшения или перки. Также присутствует небольшая нелинейность.
Нововведением стали миссии ударной группы — управление и взаимодействие сразу между несколькими бойцами и отрядами. При этом, ИИ имеет достаточную степень свободы, чтобы без приказов уничтожать противника в зоне видимости. Дело игрока — отдавать конкретные указания (штурмовать здание, устранить противника, оборонять местность). На поле боя регулярно высаживаются подкрепления, они восполняют боевые потери.

## Сюжет
Дэвид Мэйсон (позывной «Сектор»), сын Алекса Мэйсона из первой части Black Ops, ещё в детстве потерял отца и теперь ему нужно найти убийц. Кроме того, он, как боец антитеррористической группы «ОКСО», должен победить Рауля Менендеса, главного террориста современности, лидера террористической организации «Cordis Die». Игра начинается с допроса Вудса в локации «Убежище», месте, где живут престарелые бывшие сотрудники ЦРУ. Фрэнк спокойно отвечает на вопросы и рассказывает о событиях 80-х годов, которые переплетены со сражениями в реальном времени. Компания Treyarch старалась сделать отсылки ко всем частям серии.
Алексу Мэйсону сообщают о том, что Фрэнк Вудс выполнял задание по нейтрализации контрабандистов оружия в Анголе, но все связи с ним пропали. Мэйсон вместе с Джейсоном Хадсоном, его куратором, отправляется в Анголу, чтобы найти Вудса. Вместе с повстанцами УНИТА под командованием Жонаша Савимби он с боем прорывается через силы МПЛА в поисках Вудса. Они летят на вертолёте к барже, где держат Вудса и после того, как убили всех солдат МПЛА, открывают контейнер, в котором и находится полуживой Вудс; тут же Вудс с горестью рассказывает, как он туда попал. Героев атакует вертолёт, а баржа садится на мель. Затем Алекс и Хадсон пытаются вызвать эвакуацию в деревне. Но у радиоприёмника сидит некий Рауль Менендес, который отказывается оказать им помощь и ломает приёмник. Мэйсон хватает его и стреляет в глаз, когда радист пытается бежать. Затем Мэйсон, Вудс и Хадсон бегут к берегу, вынужденные выбираться самостоятельно, но к счастью их спасает и забирает Савимби на вертолёте.
Вудс рассказывает Дэвиду о том, что Менендес стал лидером вражеской организации «Cordis Die», и он собирается развязать кибервойну против Америки и Китая. Также он говорит, что «Cordis Die» устроила акцию протеста по всей стране, им неизвестно о Менендесе. Они считают что за кибератакой стоял Белый Дом.
Группа Дэвида Мэйсона пробирается на фабрику Менендеса в Мьянме, там они находят хакера-магнитометриста Эрика, тот сказал Мэйсону, что Менендес использует материал Целерий для разработки кибероружия под названием «Карма». В лаборатории Эрик отдаёт целериевый диск Мэйсону и вскоре погибает от пули наёмника Cordis Die. Пробившись через лаборатории фабрики, Мэйсон и группа «котиков» встречается с группой прикрытия под командованием адмирала Бриггса и передаёт ему целериевый диск.
Вудс рассказывает об операции в Афганистане. Мулла Рахман, лидер моджахедов, должен был рассказать им о Менендесе взамен на оружие и защиту базы. База успешно защищена, советские войска идут в последнюю атаку. В огромном танке Алекс Мэйсон обнаруживает Кравченко, выжившего после событий почти 20 летней давности. Из-за Кравченко у Мэйсона «просыпаются» галлюцинации в виде цифр и желание убить Кравченко, чему Мэйсон сопротивляется.
- Если Мэйсону удастся одолеть «числа», то Кравченко убивает Вудс, узнав у него о кроте в ЦРУ.
- Мэйсон пристреливает Кравченко, который так ничего и не рассказал.

Мулла Рахман предаёт их, хватает и бросает Мэйсона, Вудса, Хадсона и Чжао умирать в пустыне. Некто спасает их и даёт выпить. Мэйсону показалось, что это был Виктор Резнов. Больше он в жизни Мэйсона не появлялся.
Затем Вудс рассказывает о нападении на особняк Менендеса. Ему, Мэйсону-старшему и Хадсону помогает Мануэль Норьега.
Менендес сидит в комнате сестры. Внезапно кто-то стучит. Рауль подходит к двери и открывает её, перед ним стоит охранник, которого через секунду убивают бойцы Норьеги. Рауля хватают, один из солдат начинает избивать его сестру. Менендес приходит в ярость, убивает командира, но несмотря на сопротивление, его усыпляют и передают в руки Норьеги. Рауль приходит в себя недалеко от виллы. Подошедший Норьега убивает двух своих солдат и освобождает Рауля, сообщая, что за ним пришли американцы. Рауль избивает Норьегу, берёт его дробовик и прорывается в свой дом. Ворвавшись в коридор с комнатой, где прячется Джозефина, он видит Мэйсона и Вудса, последний открывает по нему огонь. Рауль начинает бороться с Хадсоном, и видит, как граната попадает в комнату Джозефины, которая погибает.
Дальше игра отматывает события на 15 минут назад и переключается на Мэйсона, который наблюдает за Раулем в бинокль. После этого он, Вудс и Хадсон спускаются с горы и вместе с солдатами Норьеги начинают штурм деревни. Добравшись до гаражей, группа видит, как Менендес открывает дверь конюшни. Бойцы понимают, что Норьега предал их. Вудс пытается догнать Рауля, но его останавливает Хадсон. Вместе они доходят до внутреннего двора виллы. Группа разделяется — Вудс и Мэйсон спускаются в подвал-лабораторию, а Хадсон прочёсывает дом. Зачистив лабораторию, бойцы поднимают наверх и попадают в тот же коридор, что и Рауль. Вудс в ярости начинает стрелять по Менендесу, которого нужно взять живым. Мэйсон пытается остановить его, но Фрэнк, ослеплённый яростью, бьёт его головой и бросает гранату в Рауля, но Алекс вновь старается помешать, и граната отскакивает и попадает в комнату Джозефины. Раздаётся взрыв.
После взрыва Мэйсон и Вудс приходят в себя, и узнают, что Рауль Менендес мёртв. Хадсон говорит: «С этого момента — здесь ничего не было!».
Дэвид Мэйсон вместе с напарниками, Майком Харпером и Хавьером Салазаром прорывается в Антем в Лахоре в Пакистане, чтобы проследить за Менендесом. Прорываясь по затопленной улице сквозь солдат МБР, скрываясь от дронов и тихо уничтожая неприятелей, «Сектор» вместе с Харпером добираются до канализации, Салазар находится на другой позиции. Поднявшись на крышу и сняв двух врагов, группа начинает записывать разговор Менендеса. Так как он постоянно перемещается, бойцам тоже приходится менять позицию. Во время третьей записи разговора они видят наёмника Дефалко и узнают, что он послан Менендесом за «Кармой», Дефалко получает некий предмет от Рауля и сообщает тому место встречи с генералом Чжао. В последней записи разговора Менендеса они понимают, что их обнаружили и уходят. Дэвид связывается с Салазаром и просит эвакуации. После зачистки депо при поддержке CLAW Брутуса и Максимуса, группа садится в эвакуационные машины и уезжает из города. В конце миссии может произойти следующее:
- Харпер не получает ожог на лице от огня.
- Харпер получает ожог на лице и следы от него будут заметны в течение всей дальнейшей игры.

По информации из собранных в Пакистане данных Дэвид, Харпер и Салазар отправляются на плавающий город Колосс для захвата кибероружия «Карма». Туда же направляется и Дефалко. Группа поддерживает связь с агентом ЦРУ в окружении Менендеса Фаридом. Они проходят через КПП и, убив двух наёмников, используют робота-паука Зигги, который отключает электростатический фильтр и получает скан сетчатки. После обнаружения паука группа после стычки с наёмниками находит центральный компьютер и «Сектор» ищет информацию о Карме. В результате поиска он понимает, что «Карма» — это не оружие, а женщина по имени Хлоя. Мэйсон сообщают об этом Харперу, который находится в клубе «Солар». Тот находит Хлою и сообщает ей об опасности, но она не верит ему. После ещё одной стычки с наёмниками Дэвид и Салазар разделяются. Мэйсон на лифте едет в клуб и находит Хлою с Харпером. Но Дефалко уже берёт заложников, и Хлоя сдаётся ему. Затем Дефалко уходит и взрывает корабль. Дэвид с Харпером и Салазаром бегут за ним, прорываясь сквозь наёмников «Cordies Die» и дальше происходит следующее:
- Мэйсон догоняет Дефалко и убивает его.
- Мэйсон не успевает догнать Дефалко, и тот сбегает вместе с Хлоей.

Дэвид возвращается к Вудсу. Он рассказывает о событиях 1989 года.
Вудс и Мэйсон получили задание захватить Мануэля Норьегу в Панаме. По пути они встречают своего друга, который им помогает с заданием — Макнайтом. Они отправляются в город, где удачно захватывают Норьегу, но в то же время получают сообщение от Хадсона, в котором требует, чтобы Мэйсон и Вудс выполняли любые требования Норьеги, Мэйсон выполняет это с большой неохотой. Позже становится ясно, зачем Хадсон выдал такой приказ. Норьега знал о месторасположении цели «Нексус», которой был Рауль Менендес, с которым у Вудса были давние счёты. Норьега, Мэйсон и Вудс пробиваются к точке сбора, где им выдают транспорт. Вудс и Норьега поднимаются на балкон многоэтажного здания, Вудс достаёт снайперскую винтовку и ждёт появления цели. Два солдата выводят человека с мешком на голове.
- Вудс может убить его одним выстрелом в голову.
- Вудс дважды несмертельно ранит его выстрелами в ногу.

В любом случае почувствовав неладное, Вудс бежит к телу и обнаруживает, что он убил/тяжело ранил своего лучшего друга Мэйсона.
Дэвид, осознав, что Вудс не виновен в смерти/предполагаемой смерти отца, с пониманием относится к этому, однако он все же сильно шокирован — его отец умирает из-за хитро сплетённой игры Менендеса.
Вудс, лежащий на полу в некоем помещении, наблюдает следующую картину — Дэвид, ещё ребёнок, напоённый Менендесом и находящийся в полусознательном состоянии, сам Менендес и Хадсон, привязанный к стулу. Хадсон, опасаясь за жизнь мальчика, просит Менендеса убить его. Тот зверски убивает агента. Дэвиду же Рауль не причиняет никакого вреда, говорит ему, что не будет его убивать, и просит Дэвида прийти к нему, когда он вырастет, после чего Менендес уходит. Дэвид окончательно приходит в себя и бросается к телу отца.
Группа «котиков» переходит к решительным действиям: они сообщают Фариду, что пришло время действовать. Он пробивается сквозь боевые действия к Менендесу, и обнаруживает и его, и VTOL (Vertical take-off and landing) «котиков». Менендес сбивает его и схватывает Харпера. Тут очередной выбор:
- Фарид убьёт Харпера и выживет. Фарида в таком случае не станут обвинять, сославшись на безвыходность ситуации.
- Фарид попытается убить Менендеса, но погибает от его рук, Харпер остаётся жив и будет сопровождать Мэйсона на протяжении всех последующих миссий.

В следующей миссии Дэвид Мэйсон допрашивает Менендеса на авианосце ВМФ США «Барак Обама», но внезапно на корабль нападают наёмники. Менендесу удаётся бежать, оглушив Мэйсона. Тот приходит в себя, вместе с Салазаром вооружается и идёт в серверную к Бриггсу. По пути он встречает сильное сопротивление врагов, но подавив его, он восстанавливает управление кораблём и проверяет данные камер.
Затем игра переходит к Менендесу, который вместе с Дефалко или бойцом «Кордис Ди» проникает в серверную, берёт в заложники Бриггса и продвигается к компьютеру. Затем Салазар убивает союзников вместе с Дефалко. В итоге погибают: 2 матроса (обязательно), Фарид и Хлоя (если они выжили и на выбор), Дефалко. Может погибнуть ещё и Бриггс (от руки Менендеса — на выбор игрока). Дэвид видит всё это и спешит на помощь. В серверной он либо оказывает помощь выжившим, либо сразу обнаруживает, что система заражена вирусом. Затем он вместе с Харпером (если тот выжил) идёт на палубу и встречает пойманного Салазара. После недолгой беседы предатель погибает, (от руки Харпера — если тот выжил) или его уводят живым. Затем Дэвид очищает палубу и садится вместе с Харпером в VTOL. Там наёмник ранит Кросби, но погибнет от руки Харпера или Дэвида. Менендес улетает на самолёте.
Дальнейшая судьба авианосца зависит от того, убит ли Тянь Чжао в тактической миссии «Устранение» или нет:
- Авианосец уничтожен КСС, Хлоя и Бриггс мертвы.
- КСС, уже как союзники, оказывают поддержку США.

В следующей миссии Дэвид вместе с Харпером и другими лицами вместе с президентом Босворт едет в Лос-Анджелес. Там на них нападают дроны, которыми управляет Рауль Менендес. Машина падает, но все остаются целы, кроме Джонсона, которого убивает дрон. Затем Дэвид берёт управление турелью и открывает огонь по дронам и успешно сбивает их часть. Но затем машина падает с шоссе, однако Мэйсон успевает выпрыгнуть. Дальше он чуть не погибает и идёт вместе с отрядом дальше. Затем на автостраде он:
- Прикрывает отряд с помощью снайперcкой винтовки.
- Спускается вместе с отрядом и прорывается с ними.

Затем он после того, как отбил атаку наёмников, садится в бронемашину и едет в центр города. Но на пути в него врезается машина. Очнувшись, он уничтожает три CLAW и прорывается к машине президента Франции. Защитив её и убив всех наёмников, он наблюдает падение небоскрёба. Очнувшись, он садится за руль F-38 и прикрывает конвой президента. Отразив атаку, он вместе с другими самолётами уничтожает ещё одну волну дронов. Затем самолёт взрывается и Дэвид выпрыгивает. На земле он встречается с конвоем и уезжает из города. Далее президент Босворт и министр Петреус обсуждают угрозу от дронов Менендеса. Выясняется, что дроны летят к городам Китая и США.
Также обнаружен источник сигнала — остров Гаити. Дэвид и группа ОКСО отправляется туда. Затем, добравшись до входа, группа заходит и натыкается на сильное сопротивление. Если Тянь Чжао был убит в тактической миссии «Устранение», на протяжении операции «котикам» будут помогать китайские войска. Неся потери, «Морские котики» всё же пробиваются в компьютерный центр. Там Дэвид пытается отключить сигнал, но Менендес внезапно выступает с речью в Интернет и активирует взрывчатку. Здание начинает взрываться и Дэвид пробиваются сквозь сильное вражеское сопротивление к комнате, где находится Менендес. Но как только они туда вошли, комната взрывается и Дэвид с Харпером (если тот не убит до этого) падает. Последний натыкается на арматуру, а Дэвид успевает ухватиться. Прыгнув, герой убивает наёмников и Дефалко (если тот не убит до этого) и втыкает нож в ногу Менендесу. Дальше он может:
- Выстрелить Менендесу в висок, тем самым уничтожив его. После этого он или потащит Харпера к выходу, или просто пойдёт к выходу сам.
- Взять антагониста в плен. Его, «грустного старика, разговаривающего самого с собой», поведут к самолёту, но перед этим он успеет сказать: «Встретимся… через год»

Если Харпер выживает в Йемене, он сопровождает Мэйсона на протяжении всех последующих миссий. В противном случае Мэйсон действует без постоянных напарников.
В любом случае, «котики» одерживают победу в битве на Гаити, а Мэйсона за последней дверью ждут многочисленные союзные войска. Дальше идёт одна из нескольких концовок (в зависимости от действий игрока на протяжении игры).
Сцена после титров. Менендес волнуется перед выступлением, в то время как Вудс совершенно спокоен. Группа выходит на сцену и исполняет песню «Carry On»: Вудс играет на барабанной установке, а Менендес — на электрогитаре. Алекс Мэйсон танцует рядом с Виктором Резновым, который затем исчезает. Алекс ищет его взглядом. Дэвид Мэйсон танцует среди толпы, держа над головой плакат «Cordis Die».

### Концовки
| Номер концовки | Условие                                                    | События после финальной битвы |
| -------------- | ---------------------------------------------------------- | --- |
| Первая (канон) | Хлоя мертва/жива, Алекс Мэйсон мёртв, Рауль Менендес мёртв | Дэвид и Вудс приходят на кладбище, разговаривают, Дэвид кладёт пистолет на могилу Алекса Мэйсона. В то же время сторонники Кордис Ди начинают уличные беспорядки и поднимается революция. |
| Вторая         | Хлоя мертва, Алекс Мэйсон мёртв, Рауль Менендес жив        | Сэмюэл не может обезвредить вирус, вследствие чего вирус отключает электростанции. В это же время к Раулю в камеру заходит охрана. Он убивает охранников, которые ничего не видят из-за отключенного света, сбегает из тюрьмы и приходит к Вудсу. Они недолго разговаривают, после чего Рауль убивает Вудса. Затем Рауль приходит на кладбище к своей сестре, раскапывает могилу, прыгает в неё и сжигает себя, предварительно облившись бензином.                                                     |
| Третья         | Хлоя мертва/жива, Алекс Мэйсон жив, Рауль Менендес мёртв   | Алекс приходит к Вудсу, тот удивлён, что Алекс жив, но недоволен, что Мэйсон так и не объявился за 36 лет. Пока они разговаривают, приходит Дэвид и встречает, но не узнаёт Алекса. Вудс их знакомит, Дэвид шокирован, что отец жив, после чего они разговаривают. В то же время сторонники Кордис Ди начинают уличные беспорядки и поднимается революция. |
| Четвёртая      | Хлоя мертва, Алекс Мэйсон жив, Рауль Менендес жив          | Алекс приходит к Вудсу, тот удивлён, что Алекс жив. Сэмюэл не может обезвредить вирус, вследствие чего вирус отключает электростанции. В это же время к Раулю в камеру заходит охрана. Он убивает охранников, которые ничего не видят из-за отключенного света, сбегает из тюрьмы и приходит к Вудсу. Они недолго разговаривают, после чего Рауль убивает Вудса. Затем Рауль приходит на кладбище к своей сестре, раскапывает могилу, прыгает в неё и сжигает себя, предварительно облившись бензином. |
| Пятая          | Хлоя жива, Алекс Мэйсон жив, Рауль Менендес жив            | Алекс приходит к Вудсу, тот удивлён, что Алекс жив. Пока они разговаривают приходит Дэвид и встречает, но не узнаёт Алекса. Вудс их знакомит, Дэвид шокирован, что отец жив, после чего они разговаривают. Хлоя отключает вирус. Рауль, сидя в тюрьме, узнаёт по телевизору, что Хлоя «спасла мир» (обезвредила вирус) и его планы разрушены и в ярости разбивает телевизор головой. |
| Шестая         | Хлоя жива, Алекс Мэйсон мёртв, Рауль Менендес жив          | Дэвид и Вудс приходят на кладбище, разговаривают, Дэвид кладёт пистолет на могилу Алекса Мэйсона. Хлоя отключает вирус. Рауль, сидя в тюрьме, видит по телевизору, что Хлоя «спасла мир» (обезвредила вирус) и его планы разрушены и в ярости разбивает телевизор головой. |

## Многопользовательская игра
Многопользовательская игра вся построена на событиях в будущем — в 2025 году. Это подтверждено руководителем разработки многопользовательской игры Дэвидом Вондерхааром. Игра использует обновлённую версию движка, использованного при создании Call of Duty: Black Ops, который способен выдавать картинку уровня PC при 60 fps. В пресс-релизе также отмечено, что многопользовательская игра создаётся таким образом, чтобы игроки с совершенно разными уровнями подготовки и умений получали удовольствие от сетевых матчей.
Первый официальный трейлер, состоящий из нарезок многопользовательской игры, представлен 7 августа 2012 года. После анализа трейлера замечены следующие изменения:
- игрок имеет возможность выбора режима стрельбы для используемого оружия: одиночные выстрелы, короткие очереди, длинные очереди;
- в игре присутствует как реально существующее оружие, так и вымышленное;
- в игре представлены новые награды за серии очков/убийств;
- возможность совершать нырок после бега возвращается после своего первого появления в Call of Duty: Black Ops;
- возвращается возможность размещения на своём оружии имени своего клана;
- возвращается метательный топор;
- защитные щиты теперь можно устанавливать на землю и вести из-за них огонь;
- в игре появляются управляемые игроком роботы;
- боевой нож размещается в отдельном слоте;
- для снайперских винтовок отключён режим помощи наведения на цель для консолей. Это сделано для невозможности использования техники стрельбы, называемой quick-scoping, суть которой заключается в приблизительном наведении винтовки на противника, нажатие на кнопку прицеливания и, почти одновременно, на кнопку стрельбы: при срабатывании автонаведения прицел автоматически перемещается на цель (но после запуска люди продолжают использовать эту технику[9]);
- в игре присутствует режим противостояния трёх команд.

Анонимный информатор, представившийся игровым ресурсам инсайдером Activision, сообщил, что в игру уже встроен функционал позволяющий транслировать игровой процесс напрямую в Интернет. Заявлена возможная поддержка Kinect. Этот же источник сообщил о присутствующих в игре наградах за серии очков/убийств и перках.
В начале сентября на официальном форуме игры Дэвид Вондерхаар опубликовал пост с информацией о том, как формируется список дополнений: начиная с 10 уровня каждые последующие 3 уровня игроку даётся новое оружие, на которое он может потратить заработанные очки. Чуть позже он сообщил, что при переходе с одного уровня престижа на другой уровень прокачки оружия сохраняется и переносится на следующий уровень престижа в том же виде, в котором он был на прошлом уровне.
11 сентября 2012 года выложены комментарии Дэвида Вондерхаара к дебютному трейлеру многопользовательской игры. Дэвид рассказывает о том, что именно и зачем было показано игрокам в трейлере и каким образом это работает.
17 сентября 2012 года становится доступным список из 14 карт (названия и краткие описания к каждой из карт списка), которые будут доступны в Call of Duty: Black Ops II для многопользовательской игры.
Разработчики не раз заявляли, что система перков пересмотрена в сторону уменьшения их влияния на игровой процесс, что является по мнению студии единственным методом получения честных исходов многопользовательских игр. Своей целью в данной версии студия ставит создание самого сбалансированного многопользовательского режима серии Call of Duty, который между тем не меняет ощущения от игрового процесса, к которым привыкли постоянные игроки в игры серии, и это является очень и очень сложной задачей.
Для новичков игр серии Call Of Duty в игре представлена обновлённая версия режима тренировки с ботами. Теперь, играя с ботами в режиме Team Deathmatch, начинающие игроки могут прокачать свой персонаж до 10 уровня и с этим уровнем (и открытыми дополнительными бонусами) выйти в сетевые игры. Для тех, кто хочет тренироваться ещё больше, есть возможность играть с ботами в другие режимы после 10 уровня, в которых персонаж также прокачивается, но количество получаемого опыта уменьшено вдвое по сравнению с обычными сетевыми матчами. Присутствует и режим тренировки, в котором очки опыта не получаются, но который может использоваться опытными игроками для изучения многопользовательских карт. Игры со ставками убраны из Call of Duty: Black Ops II, но присутствовавшие в них режимы остались (Gun Game, One in the Chamber, Sharpshooter и Sticks and Stones), что сделано для мотивации игроков к игре в команде. Присутствует возможность создания собственных режимов на основе предложенных в игре, к изменению доступны все параметры каждого из режимов. При переходе на следующий уровень престижа пользователь получает 1 жетон (англ. token), который может быть использован одним из трёх способов: открытие дополнительного слота для класса, сброс всех показателей для возможности их получения заново и возвращение всех ранее потраченных жетонов.
28 сентября 2012 года опубликована дополнительная информация о поддержке выделенных серверов, анонсированная без деталей в середине июня 2012 года, в Call of Duty: Black Ops II в версии для PC:
- все сервера, используемые для публичных игр и для игр лиги, являются выделенными;
- сервера располагаются по всему земному шару;
- аренда выделенного сервера невозможна, доступ предоставляется бесплатно к предварительно настроенным серверам;
- на серверах работает Valve Anti-Cheat в связке с собственной разработкой Treyarch для отлова читов;
- выделенная команда следит за игроками, выявляя и наказывая читеров (свод правил для игроков опубликован за день до официального начала продаж игры — 12 ноября 2012 года[21]);
- код серверной части не будет доступен публично, все сервера находятся под управлением Treyarch;
- в игре не будет поддержки модификаций.

В некоторых многопользовательских режимах лиги были сделаны небольшие изменения, так, например, в режиме Search & Destroy место респауна команд меняется каждый раунд, что уравновешивает силы, так как карты в своём большинстве заточены либо под атаку, либо под защиту, а раньше, когда место респауна менялось только через три раунда, случайный выбор стороны мог предрешить исход матча. Небольшим изменениям подверглись и правила игры в Capture The Flag, Demolition и Domination. C 4 апреля разработчики существенно обрезали режимы игры. Перестали поддерживаться некоторые режимы игры, в том числе и Demolition
Изменён алгоритм подбора игроков для формирования лобби. Теперь это делается не по географическому положению, а по времени отклика, что при хорошем соединении позволяет игрокам из разных стран собраться в одном лобби и играть на равных. Описание процесса набора игроков в лобби описано в отдельной статье на портале Activision.
Донастройка деталей многопользовательской игры производится студией на основе получаемых от игроков отзывов и собственных наблюдений за статистикой используемого оружия, наград за очки.

### Презентация на gamescom 2012
Игрокам впервые предоставится возможность самим поиграть в многопользовательский режим Call of Duty: Black Ops II во время проведения выставки gamescom, которая начинает свою работу 15 августа 2012 года.
Игровые же ресурсы получили доступ к многопользовательской игре раньше посетителей выставки и уже за день до её начала начали появляться отзывы, обзоры и анализ нововведений, добавленных в игру:
За закрытыми дверями журналистам рассказали, что полный уход в будущее позволил команде расширить границы многопользовательской игры, добавив многочисленные нововведения. В мультиплеере не будет ни одной карты, события на которой происходят в прошлом, все действия будут развиваться в 2025 году.
В игре присутствует 100 бонусов, которые игрок может открыть, эти бонусы включают в себя дополнительные модули для оружия, само оружие и режимы его стрельбы, перки и гаджеты, награды за серии очков. Стоимость открытия одного бонуса стоит одно очко (в данной версии студия решила отказаться от COD points, которые в Call of Duty: Black Ops выступали своего рода внутренней валютой игры). При начале игры игрок стартует с 10 очками, которые может потратить на открытия бонусов на своё усмотрение: можно всё вложить в открытие перков, а можно — в открытие дополнительных модулей. При прокачке своего персонажа на один уровень игрок получает одно дополнительное очко для открытия бонусов. Максимальный уровень персонажа — 55, что значит, что открытие всех 100 бонусов невозможно в прокачке до первого престижа. В игре присутствует 10 уровней престижа (для сравнения: Call of Duty: Modern Warfare 3 также стартовала с 10 престижами, но позже было добавлено ещё 10 из-за большого количества игроков, достигших максимального уровня).
Замечено, что игровой процесс медленнее чем в последней игре серии Modern Warfare, вызов/использование наград за серии очков не происходит так часто, как в прошлой игре. Особого внимания удостоился дизайн многопользовательских карт: их детализация и проработка. Журналистам предоставили доступ к четырём картам для сетевой игры: разгрузочный док в Сингапуре (Cargo), горный переход в Йемене (Turbine), центр Лос-Анджелеса (Aftermath) и локация города Йемен (Yemen). Из Call of Duty: Black Ops перекочевала и изменяющаяся геометрия карт, так, например, на карте Cargo подъёмный кран переставляет большие контейнеры, меняя доступные ходы и проходы.
Подтверждён переход к сериям очков, а не убийств, награды игрок теперь получает за серии очков. Расширен список действий, за которые игрок может получить очки: помощь в атаке, захват флага, вызов самолёта-разведчика и так далее. Подтверждено возвращение награды в виде радиоуправляемой машинки с установленной на неё взрывчаткой.
Добавлены новые режимы: например, режим HardPoint, смысл которого заключается в захвате ограниченной территории на карте, которая выбирается игрой случайным образом. Чем больше человек из одной команды находится в выбранной зоне, тем быстрее ей прибавляются очки. Режим Multi-Team позволяет сражаться на одной карте большому количеству команд (до 6 включительно), пример такой игры был показан в дебютном трейлере мультиплеера игры, когда на одной карте играло сразу 3 команды.
Подтверждена возможность транслировать игровой процесс напрямую в Интернет + поддержка трансляции видео с видеокамеры, используемой игроком. Эта возможность есть как на PC, так и на приставках. Дополнительно предоставляется возможность подключаться к уже идущим играм и присутствовать в них в качестве наблюдателя. В игре появятся лиги, в которые игроки с одинаковым уровнем мастерства в игре будут помещаться автоматически. Улучшая свои показатели игрок поднимается в своей лиге и в итоге перемещается в более высокую лигу.
Журналистам разрешили записывать видео игр и выложить их в общий доступ. Видео доступны для свободного просмотра на различных игровых ресурсах.
В этот же день становятся доступны списки оружия, присутствующего в игре, дополнительных модулей и перков. Процессу создания класса и доступному арсеналу оружия и перков было посвящено отдельное выступление руководителя студии Treyarch Марка Ламии (англ. Mark Lamia), которое было проведено для журналистов при закрытых дверях. Одним из сюрпризов стала отмена про- версий перков, перки теперь доступны только в одной версии.
На gamescom Дэвид Вондерхаар рассказал о том, каким образом проектировался и создавался многопользовательский режим игры. Анализу подверглись многопользовательские режимы всех прошлых игр серии Call of Duty, сделанные выводы и изменения, внесённые в игровой процесс, могут шокировать игроков, привыкших и игравших в прошлые игры Call of Duty. В это же время студия помнит об успехе Call of Duty: Black Ops, многопользовательский режим которой пришёлся очень по душе игровому сообществу. Для формирования системы создания класса (выбор оружия, перков и так далее) были созданы настольные игры, имитирующие процесс. Подход оказался настолько успешным, что Вондерхаар заметил — этот способ он будет использовать во всех будущих проектах. Гибкость настроек класса увеличена по сравнению с предыдущими играми, добавлено понятие «козырь». Козыри позволяют игроку ещё больше кастомизировать своего игрока, например, не использовать перк из второй группы, а взять дополнительный перк из первой, или, например, вместо пистолета взять в качестве вспомогательного оружия ещё один автомат. Козырь стоит 1 очко.
Пересмотрен так же принцип работы перков — перки теперь не влияют на оружие и его характеристики, например, пропал перк «Ловкость рук», позволящий в прошлых играх быстрее перезаряжать его, но присутствует перк «Быстрые руки», который позволяет быстрее переключаться между первичным и вторичным оружием. Быстрая перезарядка же теперь не перк, а дополнение к оружию, такое же, как, например, лазерный прицел или увеличенный магазин. Подводя итог этих изменений Вондерхаар сказал: «Мы очень упростили принципы работы перков. Они теперь влияют только на конкретного игрока, а не на весь игровой процесс и оружие. Это позволяет нам для каждого отдельного перка создать перк, ему противостоящий». Стоит заметить, что Дэвид открыто заявил о том, что текущее состояние игры студией считается альфа-версией и доработка, и полировка игрового процесса ещё далеко не закончена.
В одном из интервью для ресурса VG247, взятым в ходе выставки, раскрыты подробности работы студии над многопользовательским режимом в Call of Duty: Black Ops II. Так, например, система создания класса была подвергнута многостороннему анализу со стороны создателей, которые в итоге пришли к выводу, цитата: «Если данная система существовала во всех предыдущих играх и мы её воспроизводим в каждой из наших игр, это не значит, что это верно. Давайте поменяем!». Так появилось понятие «козырь», возможность менять правила игры, добавить разнообразия. Создатели признают, что система всё ещё находится в стадии доработки, так как некоторые вопросы так и остались неотвеченными, например, «При переходе с одного уровня на другой открывается 7 новых элементов, на которые можно потратить полученное от перехода очко. Это останется в финальной версии?», «Что происходит с уже открытыми элементами, когда игрок переходит на следующий уровень престижа? Они снова становятся недоступными или остаются открытыми?».
После окончания выставки Дэвид Вондерхаар отдельно ответил на вопросы, собранные в ходе её проведения от игроков, связанные с многопользовательским режимом Call of Duty: Black Ops II:
- в игре ни в каком виде не будет присутствовать перк Last Stand (Последний шанс), он останется только в режиме борьбы с зомби;
- награды за серии очков накапливаются, как в Call of Duty: Modern Warfare 3, и при получении максимальной награды набор очков начинается заново, игроку не нужно умирать, чтобы набор очков продолжился. Но в это же время нельзя иметь две неиспользованные награды одного типа. Например, накопив на беспилотный самолёт-разведчик, не использовав его и накопив на него повторно, у игрока будет всего одна возможность его вызвать, а не две;
- при переходе с одного уровня престижа на другой (на данном этапе разработки) игрок сможет сохранить один из открытых на прошлом уровне престижа элементов и перенести его на следующий уровень. Идея: при достижении максимального уровня престижа иметь все доступные в игре элементы открытыми;
- редактор карточки игрока обновился: добавлены новые инструменты, цвета и эмблемы. Демонстрация редактора запланирована на сентябрь 2012 года (в итоге первый скриншот был показан во второй половине октября 2012 года[37]);
- в игре появится функция, впервые представленная в Call of Duty: Modern Warfare 3, которая позволяет игроку, убившему врага в игре, на несколько секунд услышать, что говорит убитый на том конце в микрофон. В Call of Duty: Black Ops II 'эта функция получила название «Голос мести» (Revenge Voice) и отдельную настройку в игре, позволяющую её отключать;
- отдельно проработана работа камеры последнего убийства выигравшей команды;
- если не тратить очки на открытие оружия, то игроку выдаётся нож для возможности защитить себя;
- студией рассматривался вариант, когда открытые за очки элементы можно было бы продавать обратно и получить потраченные очки обратно, но от этой идеи в итоге отказались;
- в игре не будет бесконечного ускоренного бега, который присутствовал в Call of Duty: Black Ops.

Окончательные и полные ответы на оставшиеся открытыми вопросы студия пообещала предоставить в течение сентября.

## Режим зомби
Режим борьбы с зомби возвращается в уже третью игру студии Treyarch. Теперь режим переносится на движок, обеспечивающий работу многопользовательского режима, что должно положительно сказаться на стабильности сетевой работы. В режиме появятся новые варианты игры.
Реклама режима начинается практически сразу же после официального анонса игры. Без какой-либо дополнительной информации выкладывается картинка, которая намекает на то, что среди главных героев в Call of Duty: Black Ops II появится женщина.
Полюбившаяся многим карта из Call of Duty: Black Ops под названием Nuketown возвращается в Call of Duty: Black Ops 2 в версии 2015 года, и она же будет доступна для игры в режиме борьбы против зомби.
В середине сентября 2012 года появляется информация, что режим борьбы с зомби будет представлен в Call of Duty: Black Ops II не только в виде многопользовательского режима игры на одной карте, как это было в предыдущих играх Treyarch, но и в виде кампании, то есть возможно будет кооперативное прохождение какого-то набора миссий, связанных в одну историю.
Официальный анонс режима борьбы с зомби запланирован на 26 сентября 2012 года, об этом игровому сообществу было сообщено за неделю до назначенной даты в специальном видеоролике, размещённом на официальном канале YouTube. До анонса выпущен набор рекламных трейлеров: WaltZ, Attack, Power, Power, Power! и Death. За день до презентации в сети появляются зарисовки к готовящейся презентации.
26 сентября 2012 года режим борьбы с зомби в игре Call of Duty: Black Ops II официально представлен игровому сообществу. Выложен трейлер и сообщены подробности:
- бороться с зомби теперь можно в трёх режимах:
  - «Транзит»: режим предлагается для игры в качестве режима по умолчанию. Очень большая локация (самая большая из того, что Treyarch когда-либо создавала) для игры от 1 до 4 человек, по которой можно перемещаться самому или на автобусе. Игроки могут собирать различные дополнительные вещи, из которых потом можно создать что-то уникальное, например, оружие;
  - «Выживание»: классический режим борьбы с зомби, который игроки видели в Call of Duty: World at War и Call of Duty: Black Ops. Зомби атакуют игроков на небольшой территории, игрокам необходимо продержаться как можно больше раундов. Территории являются изолированными кусками мира, по которому можно путешествовать в режиме «Транзит»;
  - «Беда»: две команды по 4 человека в каждой появляются в центре мира из режима «Транзит». Мир населён зомби, которые нападают на игроков, независимо от их принадлежности к той или иной команде. Задача команды — победить команду противников, но особенностью является то, что соперники не могут стрелять друг в друга, убить соперников должны зомби. В режим добавлены уникальные для него механизмы, позволяющие командам «подставлять» команду соперников.
- в режим добавляется статистика и доска лидеров;
- улучшен механизм подбора игроков при формировании игры. Так как теперь есть статистические данные по каждому игроку, то используя их игра может собирать команды из игроков примерного одного уровня;
- возможность создавать собственные режимы на основе предложенных;
- герои режима — 4 новых человека, одним из которых является девушка, которая раньше уже появлялась на картинке от Treyarch;
- добавлены новые типы зомби, которые раньше ещё не встречались игрокам;
- большое количество пасхальных яиц в мире «Транзит»;
- добавлена новая механика противостояния зомби[48];
- добавлена возможность записывать и монтировать видео-ролики игрового процесса в режиме борьбы с зомби, раньше этот функционал был доступен только в многопользовательском режиме[49].

За неделю до официального выхода игры Call of Duty: Black Ops II огромное количество видеороликов с игрой в режиме борьбы с зомби появляется в сети. Ролики достаточно быстро удаляются по запросу от Activision.
Карта «Nuketown 2025», на которой можно играть в режиме против зомби, ожидается для держателей сезонного допуска во второй половине января 2013 года.

## Разработка и поддержка игры

### Хронология разработки игры
В августе 2011 года в сети появилась информация, подкреплённая скриншотами, согласно которой разработчики студии Treyarch играют/тестируют игру под названием Iron Wolf. Игра является шутером, так как на скриншотах видно, что игрок, являющийся сотрудником студии, находится в режиме TDM на неизвестной карте. Так как в последние годы студия Treyarch занималась только разработками для серии Call of Duty, а выпущенной игры под названием Iron Wolf на тот момент не существовало, то единственным логичным объяснением было тестирование следующей игры серии Call of Duty. Сайт ironwolfproject.com появился в Интернете в начале января 2012 года, но был признан подделкой (ведущие игровые ресурсы вообще не опубликовали информацию о доступности сайта для посещений), так как содержал ошибки, например, название студии Treyarch было написано с ошибкой.
В начале января 2012 года стало известно, что компания Activision приобрела права на доменное имя blackops2.com. Интересным фактом тут является то, что доменные имена для серии Black Ops и Modern Warfare до номера 6 включительно были куплены издателем ещё летом 2011 года.
Первым официальным подтверждением того, что следующая игра серии Call of Duty появится в 2012 году, стало выступление Бобби Котика (англ. Bobby Kotick) в начале февраля 2012 года во время оглашения квартального финансового отчёта, в котором было озвучен план Activision по выпуску новой игры серии. CEO Activision Publishing Эрик Хиршберг (англ. Eric Hirshberg) добавил, что к выходу новой игры будет подготовлена и обновлённая версия сервиса Call of Duty Elite. На этой же встрече сообщено, что в новой игре издатель хочет существенно поднять планку качества игры, было добавлено, что даже в том состоянии, в котором игра находится сейчас (в стадии разработки), она выглядит великолепно и привнесёт инновации в серию.
16 февраля 2012 года французская версия сайта Amazon разместила в списке новых игр игру под названием Call of Duty: Black Ops 2. Изначально размещение данной информации на сайте Amazon заметил французский игровой блог www.gameblog.fr, на котором эта новость и появилась впервые (с соответствующими скриншотами). Новость подхвачена ведущими англоязычными игровыми порталами. Представители Activision связались с владельцем блога Грегори Шрифтджизером (фр. Grégory Szriftgiser) и попросили убрать эту информацию (интересно, что между размещением статьи в блоге и звонком от Activision прошло чуть больше часа), так как издательство ещё ничего не анонсировало и ресурс Amazon опубликовал информацию не согласовав это с издателем. Грегори отказался, так как посчитал, что опубликованная статья корректно отображает произошедшее: в статье написано, что информация об игре найдена на сайте Amazon, издатель Activision ничего до сих пор не анонсировал и никто не утверждает, что следующая игра серии будет называться Call of Duty: Black Ops 2. В результате дальнейших переговоров Грегори отказался снимать с публикации новость, а Activision предсказала «осложнение отношений» между издателем и блогом: отменены приглашения на будущие презентации игр (в частности на презентацию игры Transformers: Fall of Cybertron), отменена передача игр представителям блога для обзоров, размещение рекламы в блоге. В блоге размещена соответствующая статья, описывающая финал переговоров. Официальный же ответ Activision на многочисленные запросы по теме гласит, что издатель не заносит журналистов в «чёрные списки» и в данном случае возникло какое-то недопонимание, издатель работает над его устранением. Официальное разрешение конфликта достигнуто 22 февраля 2012 года: издатель продолжает сотрудничать с блогом, посылать игры на рецензии и приглашать представителей блога на презентации своих игр.
17 февраля 2012 года в сети LinkedIn в резюме сотрудника студии Nerve Software Хьюго Бейера (англ. Hugo Beyer) обнаружена информация о его работе над игрой Call of Duty: Black Ops 2. Стало известно, что Nerve Software работает с Activision по контракту и участвовала в разработке таких игр студии Treyarch как James Bond 007: Quantum of Solace и Call of Duty: Black Ops. Аккаунт сотрудника в итоге был удалён из сети LinkedIn, но информация и скриншоты профиля пользователя остались в новостных лентах ведущих игровых ресурсов.
1 марта 2012 года на испанской версии сайта FNAC появился рекламный баннер с информацией о следующей игре серии Call of Duty: на баннере было размещено название игры — Call of Duty: Black Ops 2, и дата выхода — 12 ноября 2012 года. Страница была быстро удалена с сайта, но те, кто её увидел, успели сделать скриншоты. Официальных комментариев от Activision не последовало.
В конце марта на официальном форуме серии игр Call of Duty появился топик с описанием некоторых нововведений игры, которая так же была названа Call of Duty: Black Ops 2. Топик был быстро удалён, но, как обычно, заинтересованные лица сохранили копию и выложили её в общий доступ. Неизвестный источник сообщил о следующих нововведениях:
- Игра будет называться Call of Duty: Black Ops 2 и дата выхода намечена на 6 ноября 2012 года;
- В многопользовательскую игру будет добавлен новый режим под названием «Сопровождение» (англ. Escort), схожий с режимом VIP из игры Counter-Strike, в котором один определённый игрок из команды должен дойти до одной из нескольких точек на карте (от двух до трёх в зависимости от карты), остальные игроки команды охраняют его, команда соперников должна не дать этому игроку достигнуть цели. Игра состоит из нескольких раундов и, как и в режиме «Найти и уничтожить» (англ. Search & Destroy), у каждого игрока в раунде только одна жизнь;
- Из Call of Duty: Modern Warfare 3 вернутся режимы Kill Confirmed и Drop Zone, пропадут режимы Team Defender и Infected;
- В игре останется система набора очков, представленная в Call of Duty: Modern Warfare 3, за которые выдаются награды. При помощи этой системы разработчики попытаются привлечь внимание игроков к выполнению основных заданий в разных режимах, например, захват нейтрального флага даст 1 очко, а захват вражеского — уже 2;
- Изменена логика получения наград из серии «Специалист»: при совершении 8 убийств игроку не будут доступны все перки, как это было в прошлой игре. Про- версии будут открываться только в том случае, если игрок уже имеет про- версию открытой, в противном случае будет открываться начальная версия;
- Радиоуправляемая машинка со взрывчаткой не вернётся в игру (в августе 2012 года это заявление опровергается ещё одной утечкой информации об игре[11]);
- Появится новая награда за серию очков — «Тепловидение» (англ. Heat vision). При использовании награды игрок получает тепловизор, крепящийся к основному оружию и позволяющий видеть расположение игроков за стенами. Своего рода легальный wallhack;
- Ящик со случайной наградой теперь требует набора 5 очков. Среди доступных наград теперь только: патроны, мини-пушка, гранатомёт, ракетница и бронежилеты. Наград со сбросом нескольких ящиков одновременно или со сбросом ящика-ловушки больше не будет;
- В игре будет 15 престижей по 50 уровней в каждом в самом начале. Каждые 2 престижа максимальное количество уровней в престиже увеличивается на 5, то есть в самом последнем престиже будет 90 уровней;
- Не будет награды с атомной бомбой ни в одном из её проявлений (ядерная бомба из Call of Duty: Modern Warfare 2 и M.O.A.B. из Call of Duty: Modern Warfare 3);
- Не будет наград за серию смертей;
- Не будет перка/награды Last Stand (Последний шанс);
- Не будет дополнительного модуля огнемёта;
- Карты будут схожи по дизайну с картами из Call of Duty: Black Ops, а не с картами Call of Duty: Modern Warfare 3;
- Улучшено управление снайперскими винтовками, но для них убрано автонаведение на цель;
- Внешний вид модели игрока теперь зависит не от используемого перка из первой группы, как это было в Call of Duty: Black Ops, а от комбинации всех перков и выбранных игроком наград за серии очков;
- Больше внимания уделено хардкорным режимам (режимам повышенной сложности): в них будет запрещено использование подствольных гранатомётов, разрешены ракетницы, в большинстве режимов уменьшено время до респауна, выстрел в ногу больше не является смертельным, при большом уроне игрок может истечь кровью;
- Про- версии перков теперь будут двух версий, для каждой из них необходимо выполнить разные задания. Невозможно выбрать сразу две про- версии одного и того же перка. Пример: есть перк «Скорость», который уменьшает время прицеливания. И есть две про- версии этого перка: первая позволяет быстрее переключать оружие, вторая — быстрее кидать гранаты или устанавливать на землю дополнительное оборудование. Выбрав одну из доступных про- версий игрок отказывается от оставшейся. Единственный способ начать использовать оставшуюся версию — уйти в престиж, выполнить необходимые для открытия этой версии задания и выбрать это версию;
- В игру вернётся режим тренировки с ботами из Call of Duty: Black Ops. У ботов улучшен A.I. и уровень сложности теперь влияет на скорость прицеливания ботов. Режим схож с режимом выживания из Call of Duty: Modern Warfare 3;
- Будет обновлён сервис Call of Duty Elite.

После анализа изображения с обложкой игры, просочившейся раньше времени в сеть, австралийский обозреватель сайта Kotaku Люк Планкетт сделал вывод, что действие игры будет проходить как минимум в наши дни, так как человек с обложки одет в современную военную одежду, а дополнительный модуль, установленный на пистолете, также современный.
Появившиеся днём позже картинки из игры подтвердили догадки о том, что действия будет проходить в будущем.
На канале YouTube FPSRussia, который посвящён различному оружию, за неделю до первого официального ролика новой игры серии Call of Duty выложено видео, было показано неизвестное оружие, представляющее собой летательный аппарат с крупнокалиберным пулемётом, управляемый с земли оператором, которое по его ведущего в ближайшие 10—15 лет появится на вооружении в армии и скорее всего появится в ожидаемой игре Call of Duty. Ведущий одет в футболку с надписью Tacitus. Видео изначально было воспринято как вирусная реклама новой игры.
Буквально через пару дней на стартовой странице официального сайта серии игр Call of Duty, на которой ведётся обратный отсчёт до выхода игры в свет, появилась ссылка на это видео и в одном из телевизоров появилась надпись Tacitus, выполненная в том же стиле, что и на футболке ведущего, что подтвердило первоначальные догадки. Акцент на то, что данное оружие появится на вооружении лет через 10—15 породил слух, что действие новой игры будет происходить в будущем — это подтверждает слова бывшего менеджера по связям с общественностью Treyarch Джоша Олина о том, что студия вряд ли вернётся снова к тематике Второй Мировой Войны.
Практически сразу же за обновлением стартовой страницы сайта серии игр в сети появились изображения и видео об этом новом оружии, изготовленные голливудской студией Reel EFX, которая, видимо, и занималась проектированием работающего прототипа из видео на канале FPSRussia, в портфолио той же студии обнаружились скриншоты из игры, на которых оружие показано на каких-то уровнях, по некоторым картинкам понятно, что это многопользовательская игра (изображён вертолёт поддержки, вертолёт, доставляющий ящик с наградой).
Первый официальный трейлер, показанный 1 мая 2012 года, дал ответы практически на все догадки, которые строились ранее: действие игры проходит в будущем, Френк Вудс выжил в том взрыве из первой части и дожил до этого времени, в игре он будет показан как в контексте событий первой части игры, когда он ещё молод, так и в настоящее время, главный герой игры — сын Алекса Мэйсона (англ. Alex Mason), который был главным героем Call of Duty: Black Ops, по имени Дэвид Мэйсон (англ. David Mason). В игре будет присутствовать миссия в Афганистане, в которой игрок будет управлять Алексом Мэйсоном. Показан кусочек видео, который подтвердил наличие в игре модуля для оружия, позволяющего видеть цели через стены. Различные боевые роботы, которые появятся в игре и которыми игрок сможет управлять, включают в себя и того, который был показан в видео на канале FPSRussia. В одиночной кампании одна из миссий — спасение президента Соединённых Штатов Америки из Лос-Анджелеса, на который нападают роботы под управлением главного злодея по имени Рауль Менендез (англ. Raul Menendez). Трейлер тут же появляется на официальном YouTube канале Call of Duty, а позже Treyarch создала отдельный ролик, рассказывающий про Менендеза.
На пресс-конференции, посвящённой официальному анонсу игры, рассказано о том, что одиночная кампания будет нелинейной и от выбора игрока будет зависеть развитие событий игры. Путём выбора различных миссий игрок будет определять ход событий. Наличие свободного выбора миссий не значит, что у игры не будет глубокой истории и сюжета, который будет держать игроков в напряжении. Всю одиночную кампанию можно будет пройти за одного бойца, а можно и переключаться между другими бойцами. Ведение боевых действий теперь очень разнообразно: можно самому участвовать в них, как солдату, а можно предоставить ведение боя компьютеру, а на себя взять управление различными роботами, доступными в игре.
Treyarch объявила, что поддерживает киберспорт и Call of Duty: Black Ops II не будет исключением. Руководитель студии Марк Ламия заявил, что на данный момент не готов объявить информацию о поддержке выделенных серверов, так как студия преследует цель предоставить игровой процесс именно таким, каким он был задуман и разработан. На выделенных серверах игровой процесс может быть совсем другим, так как не находится под контролем Treyarch, например, переход с одного уровня на другой может требовать большего количества XP + выделенные сервера более уязвимы для читерства.
Разработкой игры занимается более 300 разработчиков и тестеров. Сотрудники студии Treyarch — это примерно 250 человек, остальные — студии-контрактники.
После официального анонса Марк Ламия заявил, что его студия разделяет некоторые взгляды со студией Infinity Ward, одним из примеров он назвал обязательное требование по производительности — 60 fps во всех сценах. Позже в других интервью Ламия подтверждает, что требование к производительности в 60 fps остаётся для студии в силе и оно выполнено, в дополнение к этому он заверил игроков, что графика в игре улучшена, хоть и обеспечивается старым движком. Ламия заметил, что для улучшения картинки наличие нового движка необязательно, доработка текущего движка вполне может выполнить поставленную задачу.
Спустя день после анонса игра становится доступна для предзаказа. На официальном YouTube канале Call of Duty выложен документальный мини-фильм об оружии будущего. Опубликованы новые скриншоты.
Второй официальный трейлер игры объявлен к показу во время трансляции матча финала Лиги Чемпионов между «Челси» и «Баварией». В итоге трейлер оказался повтором премьерного трейлера с несколькими дополнительными сценами.
Разработчики подчёркивают, что хоть действия игры и будут происходить в будущем, в котором в войне участвуют большей частью роботы и управляемые дроны, но в итоге смысл игры — противостояние людей, так как главный герой — человек, главный злодей — тоже человек. Идея продолжить историю Call of Duty: Black Ops связана с тем, что эта игра была первой игрой студии, над которой трудились все сотрудники компании, и у всех осталось впечатление и желание сделать что-то новое в этой же вселенной. Отдельно даже был выпущен ролик с отрывками интервью с различными сотрудниками студии.
В конце мая 2012 года Марк Ламия в одном из интервью сообщил, что игра уже готова и передана издателям.
27 августа 2012 года объявлено, что пользующаяся большой популярностью карта Nuketown (студия Treyarch даже отдельно выложила инфографику по данной карте из Call of Duty: Black Ops) будет представлена в игре не только в виде многопользовательской карты, но и в виде карты для игры в режиме борьбы с зомби под названием Nuketown Zombies. Последняя же версия будет доступна только тем игрокам, которые приобретут одно из коллекционных изданий игры Call of Duty: Black Ops II, оформившие же предзаказ на обычную версию игры получат только многопользовательский вариант карты Nuketown 2025.
3 сентября 2012 года опубликованы официальные системные требования Call of Duty: Black Ops II версии для PC. Treyarch отказались от поддержки Windows XP, полный список системных требований выглядит следующим образом:
- Операционная система: Windows Vista SP2 или Windows 7;
- Процессор: Intel® Core™2 Quad Processor Q6600 2.40 GHz или  AMD Phenom II X4 965 3.4 GHz;
- Память: 4GB
- Видео карта: Nvidia GeForce 8800GTX 768 MB или  ATI Radeon HD 4870 512 MB.

В конце сентября объявлено, что в версии для Playstation 3 игра Call of Duty: Black Ops II предоставит возможность игрокам установить файлы с текстурами игры на жёсткий диск консоли, что позволит уменьшить нагрузку на привод оптических дисков при длительных сессиях.
3 октября 2012 года опубликован полный список трофеев/достижений игры Call of Duty: Black Ops II. Список достижений для Call of Duty Black Ops: Declassified опубликован 6 ноября 2012 года.
12 октября 2012 года объявлено, что Call of Duty: Black Ops II поддерживает 3D, и в паре с 3D-телевизорами LG игрокам будет продоставлена возможность играть одновременно на одном телевизоре, но при это видеть каждый своё изображение на полном экране, то есть избежать использования split screen технологии. Реклама данной возможности пускается в ротацию на телевидении 31 октября 2012 года.
29 октября 2012 года выпущен предрелизный трейлер Call of Duty: Black Ops II под названием «Сюрприз» с участием Роберта Дауни Младшим, срежиссированный Гайем Ричи. Мини-фильм о съёмках данного ролика выложен на официальный YouTube канал серии Call of Duty 27 ноября 2012 года.
30 октября 2012 года коллекционное издание игры начинает продаваться некоторыми независимыми игровыми магазинами в Европе. В сети появляются фотографии содержимого коробки, но подлинность ставится под сомнение, так как не выложены снимки самих дисков. Высказывается предположение, что это фотографии стендовых коробок без самой игры, которые магазины получают для демонстрационных целей на витринах. Но по заявлению представителя Electronic Arts случаи нарушения начала продаж игры всё-таки есть, так как издатель работает над выработкой действий, которые предполагается предпринять по отношению к нарушившим соглашение магазинам. Хорошей же для игроков новостью является то, что Treyarch не будет сбрасывать показатели в день начала продажи игры, поэтому все те, кто купил игру раньше и успел получить какие-то звания в многопользовательской игре, смогут их сохранить.
8 ноября 2012 года распространены подробности о функционале трансляции игрового процесса в сеть Интернет. Интеграция игры производится с сервисом YouTube для платформ Playstation 3, Xbox 360 и PC. Трансляция в Интернет возможна только для игр в лигах, обычные игры транслировать невозможно. Чуть более детально процесс описан 11 ноября 2012 года.
11 ноября 2012 года опубликован список розничных магазинов на территории США, принимающих участие в полночном запуске продаж: Best Buy, GameStop, Target и Microsoft Store будут проводить специальные мероприятия, предуроченные к началу продаж. В Англии в ночном запуске продаж участвуют магазины сети Game, которая насчитывает 319 точек по всей стране.
12 ноября 2012 года опубликован свод правил многопользовательской игры, которые игроки обязаны соблюдать, если не хотят быть забаненными и описание инструментов для отсылки репортов об игроках, нарушающих эти правила.
13 ноября 2012 года игра поступает в продажу по всему миру, трансляция запусков в разных странах доступна в Интернете.
15 ноября 2012 года игра заявлена в номинациях «Лучший шутер», «Лучший мультиплеер», «Лучший саундтрек», «Лучший главный герой» в премии Video Game Awards. Победитель определяется голосованием игроков.
В конце января 2013 года в игру добавлена возможность транслировать свою игру в Интернет, используя сервис Twitch TV. Первоначально поддержка добавлена для платформ PC и PlayStation 3, поддержка платформы Xbox 360 будет добавлена позже.

### Официальный анонс

Скриншот из дебютного трейлера Call of Duty: Black Ops II.

19 апреля 2012 года появляется информация о том, что возможно официальный анонс игры намечен на 2 мая 2012 года. Один из розничных магазинов по продаже игр получил постеры, на которых шрифтом, похожим на шрифт из Call of Duty: Black Ops, написано: «Возвращайся на инструктаж 02.05.2012», на фоне изображён кто-то, держащий пистолет. Официальная дата анонса назначена на 1 мая 2012 года, об этом в своём журнале twitter сообщил директор многопользовательской составляющей игры Девид Вондерхар (англ. David Vonderhaar), обновлена главная страница сайта серии Call of Duty, на котором теперь размещён обратный отсчёт до официальной премьеры, которая будет проведена в ходе трансляции игр плей-офф в NBA. Несколькими днями позже появляется фотография якобы обложки новой игры, на снимке фигурирует надпись Call of Duty: Black Ops 2 и уже показанный на постере человек с пистолетом в руке.
В конце апреля 2012 года в сети появляются изображения карт предзаказа на игру Call of Duty: Black Ops 2, дата выхода: 13 ноября 2012 года.
До официального анонса пользователи успели поймать момент подготовки английской версии сайта серии игр Call of Duty к обновлению — ненадолго на сайт был выложен обновлённый дизайн, который должен появиться после анонса игры. Подтверждена дата выхода — 13 ноября 2012 года, название игры — Call of Duty: Black Ops II, трейлер, который должен быть показан в ходе трансляции матча NBA был недоступен, но для доступа открыты несколько скриншотов из игры и внешний вид коробки.
Первый официальный трейлер к игре выложен 1 мая 2012 года. Из него доступна следующая информация: действие игры происходит в 2025 году, Френк Вудс (англ. Frank Woods) жив и дожил до этой даты, в игре будут присутствовать боевые роботы, а также лошади, на которых игрок сможет ездить.
На презентации игры руководитель студии Treyarch Марк Ламия (англ. Mark Lamia) подробнее рассказал о том, что представляет собой игра Call of Duty: Black Ops II: игра является прямым сиквелом к предыдущей игре студии Call of Duty: Black Ops. Главным событием, вокруг которого разворачивается действие, является военный конфликт между США и Китаем, который называется здесь новой Холодной войной, за редкие земельные ресурсы. Миссии игры будут проходить как в будущем, так и в прошлом, во времена реальной Холодной войны. В ходе развития событий игроку будут предоставлены различные миссии, выполнение которых влияет на развитие событий, интересным тут является то, что иногда игроку необходимо будет выбрать одну миссию из нескольких, при выборе одной остальные становятся недоступными, что наводит на мысль о возможности существования нескольких концовок игры, а также об уровнях, которые игроки могут никогда и не увидеть. Развитие событий в будущем покажет большое количество техники, сражающейся на поле битвы. Консультантом студии по вопросу техники будущего в военных действиях выступил бывший сотрудник Пентагона Питер В. Сингер (англ. Peter W. Singer), автор книги Wired For War: The Robotics Revolution and Conflict in the 21st Century (рус. Запрограммированные для войны: Революция и конфликт роботов в 21 веке). Многопользовательская игра будет проходить только в будущем — в 2025 году. Девид Вондерхаар (англ. David Vonderhaar) заявил, что команда сосредоточена на создании лучшего мультиплеера. Были показаны две многопользовательские карты: одна в Лос-Анджелесе, вторая в Йемене. Режим борьбы с зомби теперь будет являться частью многопользовательской игры и будет построена на её движке.

### Технологии
Игра Call of Duty: Black Ops II разрабатывается на движке IW engine 3.0, на котором была создана прошлая игра студии Treyarch и который изначально использовался в игре Call of Duty 4: Modern Warfare, но с внесёнными в него студией изменениями. Студии известно о жалобах, поступающих от пользователей, в которых высказывается недовольство тем, что каждая следующая игра серии похожа на предыдущую, и она понимает, что игроки хотят увидеть что-то новое. В игре Call of Duty: Black Ops II существенно переработана графика и модель освещения, но данные изменения производились не в ущерб производительности, как и для Call of Duty: Modern Warfare 3, для Call of Duty: Black Ops II поставлена задача обеспечивать вывод картинки в 60 fps. Аналогия, прозвучавшая от руководителя студии Марка Ламии (англ. Mark Lamia): «Когда вы производите ремонт в доме, меняете дизайн в нём, вы же не ломаете старый фундамент, на котором дом стоит», по мнению Ламии доработанный IW engine 3.0 может предоставить то, что игроки хотят увидеть в новой игре. Движок дорабатывался таким образом, чтобы можно было полностью использовать мощь DirectX 11, по словам Ламии уже сейчас игра на PC выглядит феноменально. Доработкой занимается отдельная команда, которая работала и над Call of Duty: World at War и Call of Duty: Black Ops. Не пропадающее недовольство тем фактом, что в игре 2012 года используется решение, созданное 7 лет назад, вынуждает студию каждый раз защищать свой выбор, аргументируя его тем, что за 7 лет было произведено столько изменений, что текущая версия — это совсем не то, что было представлено в 2005 году.

## Версии игры

### Версия для Wii U
В начале августа 2012 года в сети Best Buy появилась возможность оформить предзаказ на Call of Duty: Black Ops II в версии для консоли Wii U. Официального комментария от Activision получено не было. В середине августа 2012 года в профайле тестера из студии Treyarch указывается, что велась/ведётся работа по тестированию игры (включая многопользовательскую составляющую) на консоли Wii U.
Официально о существовании Call of Duty: Black Ops II в версии для приставки Wii U сообщено в день презентации дат начала продаж новой консоли от Nintendo — 13 сентября 2012 года. В ходе презентации был продемонстрирован многопользовательский режим и была предоставлена возможность журналистам самим поиграть в игру. Одним из новшеств стала возможность играть в игру вдвоём на одной приставке без использования Split Screen технологии. Благодаря новому контроллеру, который представляет собой что-то похожее на планшет, один игрок видит свой экран на телевизоре, а второй — на экране контроллера. На Wii U игра поддерживает Full HD и запланирована к выпуску одновременно с запуском новой консоли, который на разных территориях земного шара пройдёт начиная с 18 ноября 2012 года и заканчивая 8 декабря 2012 года.
Официальные даты выхода Call of Duty: Black Ops II для Wii U — 18 ноября 2012 года в США, 30 ноября 2012 года в Европе.
Версия Call of Duty: Black Ops II для Wii U не поддерживает интеграцию с сервисом Call of Duty Elite.

### Call of Duty Elite в Black Ops II
К выходу новой игры серии Call of Duty издатель Activision намеревается подготовить обновлённую версию сервиса Call of Duty Elite. Подробностей о том, что именно будет обновлено в сервисе, издатель не сообщил.
Из утечки информации, которая не была подтверждена официально, стало известно, что обновлённая версия сервиса позволит:
- получать доступ к статистике сервиса напрямую из игры + сама статистика и, видимо, форма её представления подверглись изменениям;
- совершать межклановые игры и соревнования, которые позволят прокачивать кланы, то есть не нужно будет ждать появления новых операций в Call of Duty Elite;
- организовывать клановые турниры.

В конце августа 2012 года студия пообещала разместить подробности интеграции игры Call of Duty: Black Ops II с сервисом Call of Duty Elite в первую неделю сентября 2012.

### Пакеты карт
В ходе выставки E3 2012 на пресс-конференции Microsoft заявлено, что дополнительные карты для Call of Duty: Black Ops II будут продолжать выходить раньше для консоли XBox 360, а затем только для остальных платформ. Очевидно, что Microsoft решили продлить контракт о более раннем выходе дополнений для их консоли, который был заключён в 2010 году и срок которого истекает в 2012.
В середине октября 2012 года появилась информация, что для игры Call of Duty: Black Ops II готовится 4 DLC-дополнения, в которые будут входить как новые карты для многопользовательской игры, так и для режима борьбы с зомби. Модель распространения предлагается отличная от той, что был реализована в Call of Duty: Black Ops и Call of Duty: Modern Warfare 3. Доступ к новым картам предполагается предоставлять не по факту наличия платного аккаунта в сервисе Call of Duty Elite, а по сезонному допуску ко всем наборам карт, который приобретается отдельно от игры за отдельную плату, либо в виде отдельных наборов карт, когда игрок сам выбирает какой набор ему покупать, а какой нет, но в этом случае стоимость каждого отдельного набора будет выше, чем в случае приобретения всех 4 наборов заранее. Возможно в сервисе Call of Duty Elite будут убраны платные аккаунты. Практически сразу же эта информация подтвердилась — с момента выхода Call of Duty: Black Ops II доступ ко всем сервисам Call of Duty Elite, включая те, что раньше были платными, становится бесплатным. Приобрести подписку уже можно на территории США в магазинах Best Buy и GameStop. Позже стало известно, что доступ можно приобрести и в Xbox Live и в дополнение игрокам предоставляется доступ к карте Nuketown 2025 для возможности игры в режиме борьбы против зомби.
Список платформ, для которых наборы карт будут доступны, не уточнён. На середину октября 2012 года известно, что объявленные 4 дополнения точно появятся на Xbox 360, Activision работает над тем, чтобы дополнения появились и на Wii U.
Карта Nuketown 2025 становится доступна для бесплатного доступа всем обладателям сезонного допуска 12 ноября 2012 года.

#### Revolution
30 декабря 2012 года в сети появляется неподтверждённая информация о первом наборе карт для Call of Duty: Black Ops II под названием Революция (англ. Revolution), подкреплённая соответствующим изображением. В состав набора входит 4 карты для многопользовательской игры, 1 для игры в режиме борьбы против зомби и новая модель пистолета пулемёта для мультиплеера. Обозначенная дата выхода для пользователей Xbox 360 — 29 января 2013 года. Неделей позже на мобильной версии сайта игр серии Call of Duty появляется рекламный баннер набора карт Revolution, но быстро удаляется администрацией.
8 января 2013 года название первого дополнительного набора карт для Call of Duty: Black Ops II подтверждено официально, названа дата выхода — 29 января 2013 года, что было известно уже раньше, выпущен дебютный трейлер. Нововведением является то, что игроку будет даваться возможность играть от лица зомби.
За несколько дней до выхода набора карт Revolution в блоге Call of Duty Elite размещена статья с рассказом разработчиков о том, как создавалась модель нового оружия.
22 января 2013 года выпущен официальный рекламный трейлер набора карт Revolution.
29 января 2013 года выпущен трейлер с нарезками игрового процесса на новых картах и в этот же день набор карт Revolution становится доступен для скачивания обладателям сезонного допуска на консолях Xbox 360. Спустя несколько дней Treyarch публикует вспомогательные видео с подсказками и тактиками игры на новых картах.
12 февраля 2013 года объявлена дата выхода набора карт Revolution для Playstation 3 и PC — 28 февраля 2013 года.

#### Uprising
4 апреля 2013 года (после утечки информации в конце марта 2013 года) объявлены название, дата выхода и состав второго набора карт для Call of Duty: Black Ops II. Новый набор карт называется Восстание (англ. Uprising) и появится в продаже для обладателей консоли Xbox 360 16 апреля 2013 года, позже сообщена дата выходна и для других платформ: 16 мая 2013 года для PlayStation 3 и PC. Набор «Восстание» состоит из четырёх новых карт и одной миссии для игры в режиме борьбы с зомби. Отличительными особенностями является одна из карт для мультиплеера под названием Studio, которая является переработкой очень популярной в Call of Duty: Black Ops карты Firing Range, и то, что главными героями в миссии борьбы против зомби являются: Майкл Мэдсен, Рэй Лиотта, Чезз Палминтери и Джо Пантолиано. В этот же день выпущен рекламный трейлер набора «Восстание», а несколькими днями позже вышел ролик о подготовке нового набора карт.

#### Vengeance
18 июня 2013 года объявлено название и дата выхода третьего набора карт для игры Call of Duty: Black Ops II. Набор называется Месть (англ. Vengeance) и появится в продаже для обладателей консоли Xbox 360 2 июля 2013 года и 1 августа 2013 года для PlayStation 3 и PC.

#### Apocalypse
8 августа 2013 года объявлено четвёртое и последнее дополнение к игре Call of Duty: Black Ops II. Дополнение называется Апокалипсис (англ. Apocalypse) и станет доступным владельцам консолей Xbox 360 27 августа 2013 года. В набор входит четыре новые карты для многопользовательско игры и дополнительный режим борьбы с зомби, который должен рассказать о том, откуда вообще появились зомби и как началось это противостояние.

### Сценарий
Разработкой сценария одиночной кампании, как для прошлой игры, занимался Дэвид Гойер (англ. David Goyer), известный своим сценарием к фильму Тёмный рыцарь (англ. The Dark Knight). В качестве консультанта для придания истории игры больше фактов из реальной жизни был привлечён Оливер Норт.

### Музыка в игре
Написанием саундтрека к игре занимался Джек Уолл (англ. Jack Wall), известный по своей работе над музыкой для игр серии Mass Effect.
Заглавную тему саундтрека написал Трент Резнор, лидер группы Nine Inch Nails.
Один из треков саундтрека игры написан группой Avenged Sevenfold, которая уже предоставляла свой трек для одного из дополнительных наборов карт для режима борьбы с зомби в игре Call of Duty: Black Ops, и носит название Carry On.
Майкл Рукер озвучивает роль напарника Девида Мэйсона (протагониста игры) по имени Харпер.
Сэм Уортингтон озвучивает Алекса Мэйсона.
Тони Тодд озвучивает адмирала Бриггса.
Джеймс Хонг озвучивает китайского премьер министра.
Во вступительном ролике при запуске игры исполняется песня британской инди-группы Elbow — The Night Will Always Win.
Саундтрек поступает в продажу в день официального релиза игры Call of Duty: Black Ops II — 13 ноября 2012 года.
Саундтрек второго набора карт (Восстание (англ. Uprising)) поступает в продажу 24 апреля 2013 года.

### Продажи
Через несколько дней после появления игры в предзаказе на Amazon представители ресурса сообщили, что в английском магазине количество предзаказов на Call of Duty: Black Ops II в 3 раза превышает количество предзаказов, размещённых за то же время, на Call of Duty: Black Ops. Американский же магазин сообщил, что у них количество предзаказов на объявленную игру в первый день появления игры в предзаказе в 10 раз превышает количество заказов, полученных на Call of Duty: Black Ops в первый день появления в предзаказе. Более того, Call of Duty: Black Ops II уже на 30 % обгоняет по этому показателю Call of Duty: Modern Warfare 3.
Мнения же аналитиков по вопросу объёмов продаж новой игры серии разделились: некоторые считают, что в этом году игра опять побьёт рекорд продаж, как это было с прошлыми играми серии, а некоторые усомнились в том, что игре это удастся. Летом 2012 года сразу несколько известных аналитиков высказали мнение, что пик продаж игр серии пришёлся на 2011 год, когда вышла Call of Duty: Modern Warfare 3, и в 2012 следующей игре серии побить рекорд не удастся. Косвенными показателями были названы отстающие темпы продаж Call of Duty: Modern Warfare 3 от темпов продаж Call of Duty: Black Ops в прошлом году в это же время, большая популярность Battlefield 3, готовящиеся к выходу игры Medal of Honor: Warfighter и Halo 4.
В середине октября 2012 года президент сети GameStop Тони Бартел (англ. Tony Bartel) сообщил, что текущее состояние предзаказов на игру Call of Duty: Black Ops II в сети уже бьёт показатели Call of Duty: Modern Warfare 3 и по всем показателям игра станет самым успешным запуском в истории GameStop. За день, в который были начаты продажи Call of Duty: Black Ops II, сети GameStop удалось продать более 1 млн копий игры.
Представитель сети Blockbuster в Англии сообщил, что в первые пять минут с начала продаж игры Call of Duty: Black Ops II сети удалось продать более 10 000 копий игры. В Англии сеть Blockbuster насчитывает более 450 магазинов по всей стране.
Спустя два дня после официального поступления игры в продажу Бобби Котик сообщил, что за первый день копий игры было продано более чем на 500 млн долларов США. Котик также заметил, что и в этом году Activision ожидает побить свой прошлогодний рекорд по самому успешному показателю продаж для запуска проекта в сфере развлечений. Аналитики прогнозируют уровень продаж для Call of Duty: Black Ops II в объёме 6,5 — 7,2 млн проданных копий за первый день. Показатель прошлой игры серии Call of Duty: Modern Warfare 3 за этот же временной период — 6,5 млн.
19 ноября 2012 года стало известно, что Call of Duty: Black Ops II стал самым успешным игровым проектом в истории запуска на территории Англии. Игра сместила с первого места Halo 4, уверенно заняв первое место.
По оценке аналитиков отметку в 1 миллиард долларов США уровень продаж Call of Duty: Black Ops II достиг за 15 дней с момента начала продаж. Для примера Call of Duty: Modern Warfare 3 покорила эту планку за 16 дней с начала продаж, а фильм Аватар — за 17 дней. Но в общем по оценке аналитиков темпы продаж Call of Duty: Black Ops II на 14 % ниже темпов продаж Call of Duty: Modern Warfare 3. Однако это заявление опровергла Actvision, как стало известно позднее Black Ops 2 стал самой продаваемой игрой в серии и истории индустрии.
Продажи игры Call of Duty: Black Ops II на территории США за ноябрь 2012 года по оценкам аналитиков составили 7,5 млн проданных копий.
Запуск продаж игры Call of Duty: Black Ops II в Японии прошёл крайне успешно: за первую неделю игра разошлась тиражом в 197 350 копий для приставки PlayStation 3 и 22 177 копий для Xbox 360, поднявшись до общего количества проданных копий 219 527, что для игр, созданных не японцами не для Японии, является крайне высоким показателем.
По состоянию на август 2013 года стало известно о преодолении отметки в 25 миллионов проданных копий игры.
Летом 2018 года, благодаря уязвимости в защите Steam Web API, стало известно, что точное количество пользователей сервиса Steam, которые играли в игру хотя бы один раз, составляет 2 998 561 человек.

## Оценки и отзывы
| Сводный рейтинг | Сводный рейтинг | Сводный рейтинг | Сводный рейтинг |
| Издание         | Оценка          | Оценка          | Оценка          |
| Издание         | PS3             | Wii U           | Xbox 360        |
| --------------- | --------------- | --------------- | --------------- |
| GameRankings    | 82,57 %         | 86,07 %         | 85,53 %         |

| Сводный рейтинг | Сводный рейтинг |
| Агрегатор       | Оценка          |
| --------------- | --------------- |
| GameRankings    | 80,18 %         |

| Сводный рейтинг | Сводный рейтинг |
| Агрегатор       | Оценка          |
| --------------- | --------------- |
| GameRankings    | 79,43 %         |

| Сводный рейтинг | Сводный рейтинг |
| Агрегатор       | Оценка          |
| --------------- | --------------- |
| GameRankings    | 72,45 %         |

### PC, PlayStation 3, Xbox 360
После демонстрации первого официального трейлера игры мнения о новой игре разделились. Одни журналисты на текущий момент не увидели ничего такого, что отличало бы новую игру от своей предшественницы, Call of Duty: Black Ops, и даже от Call of Duty: Modern Warfare 3. Сравнивая игру с фильмом «Код да Винчи», который тут же называется достаточно увлекательным, но по своей сути тупым, игру не включают в список ожидаемых игр 2012 года — игра из самого продаваемого шутера превратилась в мейнстримовую культуру, в вещь, о которой все слышали. Другие же увидели прогресс серии в том, что хотят сделать разработчики: смена места событий — теперь это будущее, но не такое, как в Call of Duty: Modern Warfare 3, похожее на наши дни, а такое, которое мы не видим сейчас — войны роботов в огромном Лос-Анджелесе. Было замечено, что Activision понимает усталость игроков от похожих одна на другую Call of Duty, цифры продаж говорят сами за себя, и, возможно, этот шаг, который не даёт чёткого взгляда на то, что игроки увидят в новой игре, делает Call of Duty: Black Ops II непредсказуемой игрой: поездки на лошадях, управляемые роботы, новое фантастическое оружие. Игра рассматривается как фактор, который возможно может спасти серию Call of Duty и дать ей новый толчок в развитии.
Оценки, выданные Call of Duty: Black Ops II в различных игровых изданиях:
- IGN — 93/100;
- G4 — 90/100;
- EGM — 90/100;
- Game Informer — 87/100;
- GameSpot — 80/100;
- CVG — 7.8/10;
- GiantBomb — 4/5;
- Joystiq — 4/5;
- GameTrailers — 9.4/10;
- Kotaku — Yes;
- Destructoid — 8.5/10;
- Videogamer — 8/10;
- OPM UK — 8/10;
- OXM UK — 8/10;
- Polygon — 8/10;
- GameArena (Australian) — 8.5/10;
- LazyGamer — 8.9/10;
- Games.it (Italian) — 9.3/10;
- PS3Gen (French) — 17/20;
- GamesRadar — 4.5/5;
- InsideGames.ch (Swiss German) — 8.9/10;
- GameReactor (Norwegian) — 7/10;
- Eurogamer.cz (Czech) — 8/10;
- Looki.de (German) — 85 %;
- Eurogamer.se (Swedish) — 9/10.
- Ag.ru — 60 %.

Журналист ресурса VG247 назвал многопользовательскую составляющую Call of Duty: Black Ops II лучшей из всех игр серии Call of Duty и отметил смелость, с которой студия Treyarch подошла к развитию и внесению изменений в многопользовательский режим. Студия со своей стороны открыта к диалогу по балансу многопользовательской игры и готова предоставить все необходимые данные при критике со стороны игроков. Ресурс Joystiq также поставил во главу угла многопользовательский режим, который является тем, что подверглось самой большой переработке в положительном значении этого слова. Ресурс kotaku высказался более сдержанно, назвав мультиплеер всё тем же старым мультиплеером, который все привыкли видеть в играх Call of Duty.
Критике журналистов ресурса kotaku подвергся сюжет одиночной кампании, которая с одной стороны развивается действительно в зависимости от принятых игроком решений, но финал представляет собой только два возможных окончания — хорошая концовка и плохая, причём плохая может появиться даже тогда, когда среди множества положительных решений в ключевых моментах один раз было сделано негативное. Подобное построение одиночной кампании при заявлении со стороны студии о том, что она является нелинейной и напрямую зависит от принимаемых игроком решений, было приравнено к построению кампании в игре Mass Effect 3, и печально известной обширной критике со стороны игрового сообщества из-за практически одинаковых концовок игры. Ресурс VG247 отметил, что нововведения в одиночной кампании присутствуют и они достаточно серьёзные, но из-за быстроты развития событий и сюжета игры у игроков попросту не остаётся времени на то, чтобы оценить их всех по достоинству.
Отдельной похвалы удостоился саундтрек игры, который можно слушать сам по себе (даже не играя в саму игру Call of Duty: Black Ops II) и который обладает своей отдельной атмосферой и настроением.
Режим борьбы с зомби был встречен неоднозначно. Представленные новые режимы не пришлись по вкусу всем в игровом сообществе, а классический режим выживания наоборот удостоился похвалы. Режим «Транзит», как составная часть, вообще был назван отдельной игрой-квестом со множеством возможностей (но не чем-то революционным), и вновь прозвучала идея о том, что режим борьбы с зомби лучше бы было отделить от серии Call of Duty и оформить в виде отдельной игры.

### PS Vita
Оценки Call of Duty: Black Ops Declassified для приставки PS Vita намного ниже «старшей версии» игры:
- Joystiq — 1.5/5.

Так, например, ресурс Joystiq отметил, что миссии для одиночного прохождения очень короткие и масштабы локаций, дизайн которых крайне примитивен, для каждой из них очень и очень маленькие. Видимо из-за этого было решено избавиться от использования системы чекпойнтов для одиночной кампании, что в современном игровом мире является теперь редкостью и негативно встречается в игровом сообществе. Уровни сложности настроены крайне небрежно, AI либо не сопротивляется, либо не даёт игроку даже ненадолго выглянуть из-за угла. Выбранное для использования оружие не играет никакой роли, так как одно не отличается от другого. Многопользовательская игра также подверглась критике: игровой процесс при 30 fps страдает от недостатка экшена и выглядит замедленным. Игра названа ресурсом проходной, о которой можно забыть и не тратить на неё время.

## Типы издания

Содержимое Hardened Edition издания Call of Duty: Black Ops II

При появлении игры в предзаказе не было никакой информации о наличии в планах выпуска коллекционного издания игры. В начале июля 2012 года объявлено, что все, кто разместил предзаказ на игру Call of Duty: Black Ops II, бесплатно получат дополнительную карту для многопользовательской игры — Nuketown 2025, которая является ремейком популярнейшей карты из Call of Duty: Black Ops. В ходе выставки GameStop Expo, проходившей в конце августа 2012 года в Техасе, появилась первая информация о существовании коллекционных изданий и неполный/неподтверждённый список состава этих изданий (версия карты для игры в режиме борьбы с зомби выходит для держателей сезонных допусков в январе 2013 года).
27 августа 2012 года в официальном twitter журнале серии Call of Duty и студии Treyarch появились сообщения о готовящемся анонсе чего-то нового, к сообщениям была прикреплена фотография Дэвида Вондерхаара и продюсера игры Call of Duty: Black Ops II, на которой они стоят возле воссозданного ящика из игры Call of Duty, в котором поставляются награды за серии убийств/очков. Раскрытие секрета было запланировано на 28 августа 2012 года, но уже за день до этого игроки начали догадываться, что это коллекционное издание игры.

Содержимое Care Package издания Call of Duty: Black Ops II

uty: Black Ops 28 августа 2012 года официально объявлено о доступности коллекционных изданий игры Call of Duty: Black Ops II. Выпущен трейлер, рассказывающий о коллекционных изданиях, отдельно выложено видео анбоксинга коллекционного издания сотрудниками студии Treyarch.
Коллекционных изданий игры существует два. Первое называется Hardened Edition, второе — Care Package Edition.

### Hardened Edition
В состав Hardened Edition (доступно только для Xbox 360/Playstation 3, стоимость: $79.99) входит:
- доступ к ремейку карты Nuketown под названием Nuketown 2025;
- карта Nuketown 2025 адаптированная для игры в режиме борьбы с зомби;
- железная коробка с диском с игрой;
- цветной буклет с изображениями на тематику игры Call of Duty: Black Ops II;
- цифровая версия официального саундтрека игры Call of Duty: Black Ops II;
- аватары для обладателей консоли Xbox 360, динамические темы для обладателей консолей Playstation 3;
- коллекционные монеты, используя которые можно получить доступ к дополнительному загружаемому контенту;
- эксклюзивный камуфляж для оружия в многопользовательской игре;
- эксклюзивные темы для оформления карточки игрока в игре.

### Care Package Edition
В состав Care Package Edition (доступно только для Xbox 360/Playstation 3, стоимость: $179.99) входит:
- всё, доступное в Hardened Edition;
- радиоуправляемый квадрокоптер с пультом управления;
- специальная коробка в виде ящика с наградой из игры для хранения радиоуправляемой модели.

### Digital Gold Edition
В состав Gold Deluxe Edition (доступно только для PC, стоимость: $79.99) входит:
- игра Call of Duty: Black Ops II;
- доступ к ремейку карты Nuketown под названием Nuketown 2025;
- карта Nuketown 2025 адаптированная для игры в режиме борьбы с зомби;
- цифровая версия официального саундтрека игры Call of Duty: Black Ops II;
- эксклюзивный камуфляж для оружия в многопользовательской игре;
- эксклюзивные темы для оформления карточки игрока в игре;
- код на бесплатное скачивание игры Call of Duty: World at War.

### Издание для Японии
В начале октября 2012 года представитель Square Enix, издатель игры Call of Duty: Black Ops II в Японии, сообщил, что для данной страны изменена/удалена анимация моделек игроков при попадании в них тяжёлой техники. Анимация для режима борьбы с зомби изменениям не подвергалась, то есть возможность отстрелить голову/руки/ноги в издании для Японии остаётся.
После выхода игры Call of Duty: Black Ops II в Японии многие игроки жаловались на низкое качество локализации на японский язык.